# Paris Las Vegas
A Paris Las Vegas egy kaszinóhotel, amely a Las Vegas Stripen, Paradise városában, Nevadában található. Tulajdonosa és üzemeltetője a Caesars Entertainment. Az üdülőhely többek között egy 8850 négyzetméteres kaszinót, 3672 szobás szállodát, egy 1400 férőhelyes színháztermet és különféle éttermeket kínál. A hely különlegessége, hogy egy félig méretarányos Eiffel-torony másolat is része a komplexumnak, amely 164,6 méter magas. Emellett számos más híres párizsi látványosság másolata is megtalálható itt, például a Diadalív, a Louvre, a Párizsi Operaház és a Musée d’Orsay.
A Paris Las Vegas építése 1997. április 18-án kezdődött, és 1999. szeptember 1-jén nyitotta meg kapuit. Az üdülőhely egy 9,7 hektáros területen fekszik, közvetlenül a szintén a Caesars tulajdonában lévő Horseshoe Las Vegas mellett, annak déli oldalán. 2024-ben a Horseshoe egyik toronyszárnyát felújították, és innentől a Paris hotel részévé vált, amely ezáltal a korábbi 2916 szobája helyett már több szobával rendelkezik.

## Története
A Paris Las Vegas helyén eredetileg a Galaxy Motel, valamint egy kisebb üzletsor állt; utóbbihoz tartozott a Little Caesar’s kaszinó és egy önálló sportfogadási iroda, a Churchill Downs is. A Bally Entertainment 1995. május 16-án jelentette be a Paris nevű üdülőhely terveit, amelynek építése eredetileg még abban az évben elkezdődött volna, a nyitást pedig 1997 végére tervezték. Az új szálloda a vállalat Bally’s Las Vegas üdülőhelyének déli oldalán, egy 9,7 hektáros telken épült volna fel.
A kivitelezési munkák irányításával a phoenixi Chanen Construction céget bízták meg. Azonban 1996 végén a Hilton megvásárolta a Bally Entertainment-et, és a tulajdonosváltást követően Chanen-t leváltották a projektről. Az építkezés végül 1997. április 18-án kezdődött el, immár a Perini Building Company fővállalkozásában. 1998-ban a Hilton a szerencsejáték érdekeltségeit – így a Paris-t és a Bally’s-t is – a Park Place Entertainment nevű leányvállalatához csoportosította át, amelyet 2003-ban Caesars Entertainment-re neveztek át.
A Paris Las Vegas 1999. szeptember 1-jén nyitotta meg kapuit egy exkluzív VIP-rendezvényt követően, amelyen részt vett többek között Nevada kormányzója, Kenny Guinn, Las Vegas akkori polgármestere, Oscar Goodman, Catherine Deneuve francia filmsztár és Donald Trump üzletember is. Az üdülőhely megnyitásával 4200 dolgozót foglalkoztattak. A beruházás teljes költsége 785 millió dollárt tett ki. A Strip többi ugyanebben az időben nyíló luxusüdülőhelyével szemben, a Paris inkább a középréteget célozta meg.

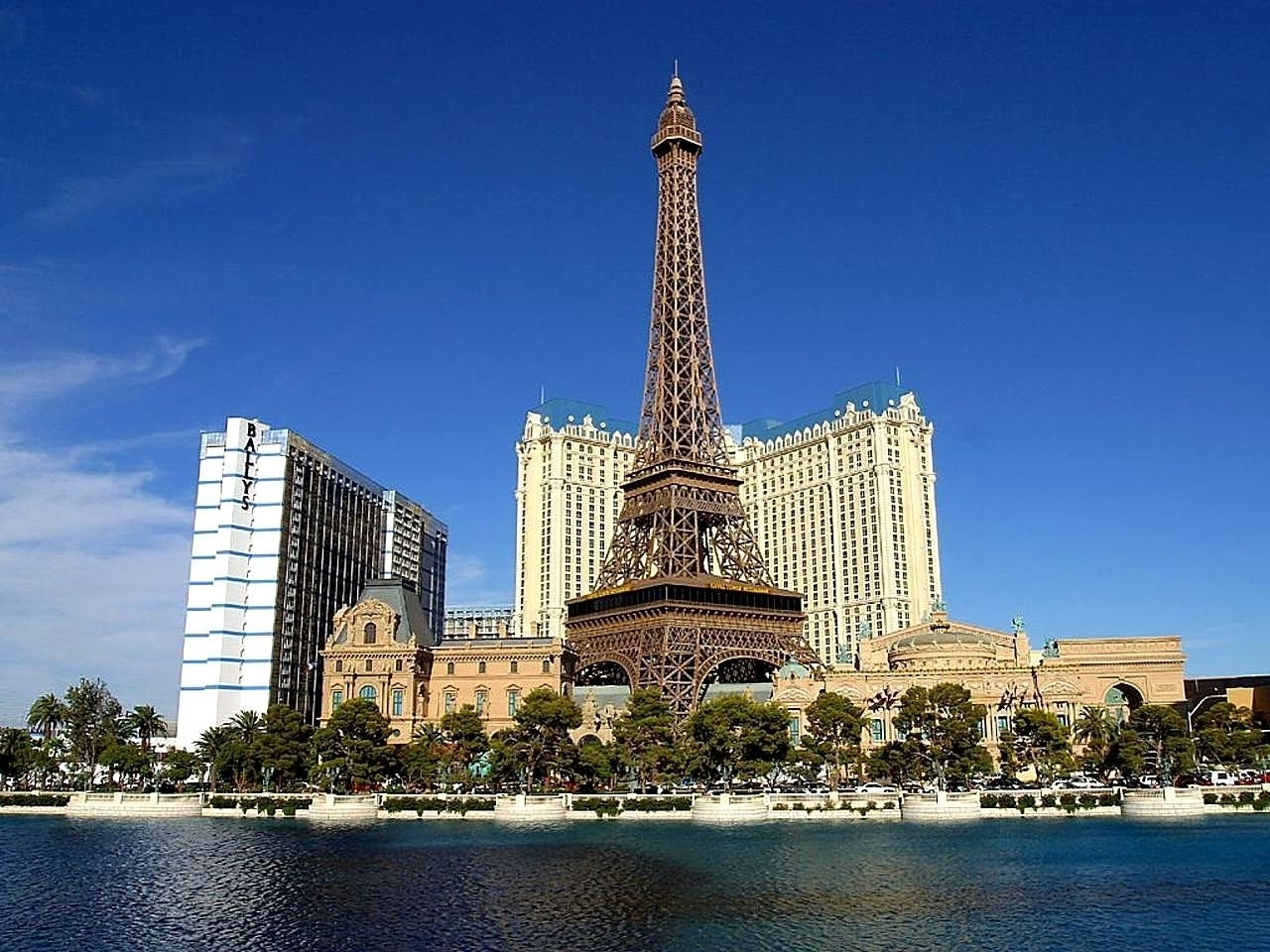
A Bally’s Jubilee Torony (balra), mielőtt a Paris (jobbra) része lett volna

A Paris szálloda a Bally’s testvérszállodájaként épült; a két üdülőhely össze is van kötve, és kezdetben közösen működtek – egyetlen kaszinóengedéllyel és közös foglalási rendszerrel.
1999 végén Steven Mattes, egy nagy tétes játékos, csalás miatt perelte be a szállodát, miután a nyitóhétvégén visszavonták számára a megígért 2 millió dolláros hitelkeretet. Az esküdtszék 2002-ben neki adott igazat, 8 millió dolláros kártérítést ítélve meg, de a szálloda fellebbezett, és 2003-ban az ítéletet hibásnak minősítették, majd az ügyet 2004-ben elutasították. Mattes a Legfelsőbb Bírósághoz fordult, amely 2007-ben elutasította az ügy tárgyalását.
2001-ben a szálloda színházában rendezték meg az első BET Awards díjátadót.
A francia zászlót 2003-ig folyamatosan kitűzték az épületre, de rövid időre eltávolították, mivel Franciaország ellenezte az iraki inváziót.
2005-ben a Harrah’s Entertainment megvásárolta a Caesars Entertainment céget, amely 2010-ben átvette a Harrah’s nevét.
2016 novemberében áramkimaradás történt, amely több mint 12 órán át tartott, és 11 embert rekedt az üdülőhely liftjeiben, mielőtt a tűzoltók kimentették őket. A kimaradást egy munkáscsapat okozta, akik a kazánházban padlófelújítást végezve véletlenül átfúrták a fő és tartalék generátor vezetékeket. Egy másik áramkimaradásra 2020 októberében került sor, miután rágcsálók tönkretették az üdülőhely közelében lévő külső elosztót. Hat embert kellett kimenteni a liftekből, és az áramellátást három órán belül helyreállították.
2022-ben a Paris és a Bally’s volt az első Strip-szálloda, amely otthont adott a World Series of Poker versenysorozatnak, amely 2023-ban is visszatért az üdülőhelyekre.

## Tervezés és kialakítás
A Paris Las Vegas megálmodója Joel Bergman építész volt, a Strip menti párizsi stílusú homlokzatot pedig a Keenan Hopkins Suder & Stowell Contractors Inc. tervezte és valósította meg. Dave Suder ezzel kapcsolatban úgy fogalmazott, hogy a Paris Las Vegas nem a francia főváros történelmi épületeinek hű másolatát célozta, hanem minden elemet úgy alakítottak, méreteztek és arányosítottak, hogy passzoljon az üdülőhely koncepciójához. Ugyanakkor a részletek kialakítására nagy gondot fordítottak, és a faragott díszítőelemeket precízen készítették el. A homlokzat olyan híres párizsi nevezetességek másolatait tartalmazza, mint a Diadalív (kétharmados méretben), a Louvre, a Párizsi Operaház vagy a Musée d’Orsay. A tervezőcsapat Franciaországba is ellátogatott, hogy közelebbről tanulmányozhassák az eredeti műemlékeket.
A hotel félig méretarányos Eiffel-torony másolata 160 méter magas, és egy 140 méter magasságban lévő kilátóteraszt is tartalmaz, amely akár 96 vendéget képes befogadni. A torony 11 emelet magasságban étteremnek is otthont ad. Az alapnál a torony lábai egyenként 2,5 m² alapterületűek, ezek közül három a kaszinó területén belül található: megnyitáskor egy sportfogadó, egy kaszinó host részleg, valamint egy bár kapott bennük helyet. A negyedik láb az üdülőhely főbejárata mellett, a Stripen helyezkedik el, és eredetileg itt működött a kilátóteraszra szóló jegyeket árusító pénztár.
Bergman az eredeti Eiffel-torony tervrajzait is átnézte Gustave Eiffel munkái alapján. Az ő irodája készítette el a las vegasi Eiffel-torony másolatának építészeti terveit, miközben a szerkezetet a Las Vegas-i Martin & Peltyn mérnökiroda tervezte. Az építkezést a phoenixi Schuff Steel végezte, felhasználva hozzá 5 000 tonna acélt. Bár a las vegasi torony hegesztett acélból épült, a hiteles megjelenés érdekében díszítő jellegű „ál” szegecsekkel is ellátták, hogy még inkább hasonlítson az eredetire.
A szálloda közösségi tereinek belsőépítészeti kialakítását a Yates-Silverman végezte, a chicagói Kovacs & Associates közreműködésével. A belső terek hangulatát az 1920-as évek párizsi utcai életstílusa inspirálta, ahol az éttermek és üzletek egy újraalkotott Rue de la Paix bevásárlónegyedben kaptak helyet. A kaszinó padlózatán pedig egy Pont Alexandre-III híd másolatát is meg lehet találni.
Az üdülőhely fő, Strip menti reklámtábláján egy Montgolfier hőlégballon látható, amely 23 méter átmérőjű. A 6 millió dolláros, 46 méter magasra emelkedő táblát Bergman tervezte, és a Las Vegas-i Federal Signs cég építette.
Jean Tiberi, Párizs akkori polgármestere nagyra értékelte a projekt méreteit és dizájnját, de akadtak olyan francia lakosok is, akik kétségüket fejezték ki, mondván, Párizs hangulatát nem lehet maradéktalanul visszaadni egy ilyen üdülőhelyen.

## Leírás

### Kaszinóhotel

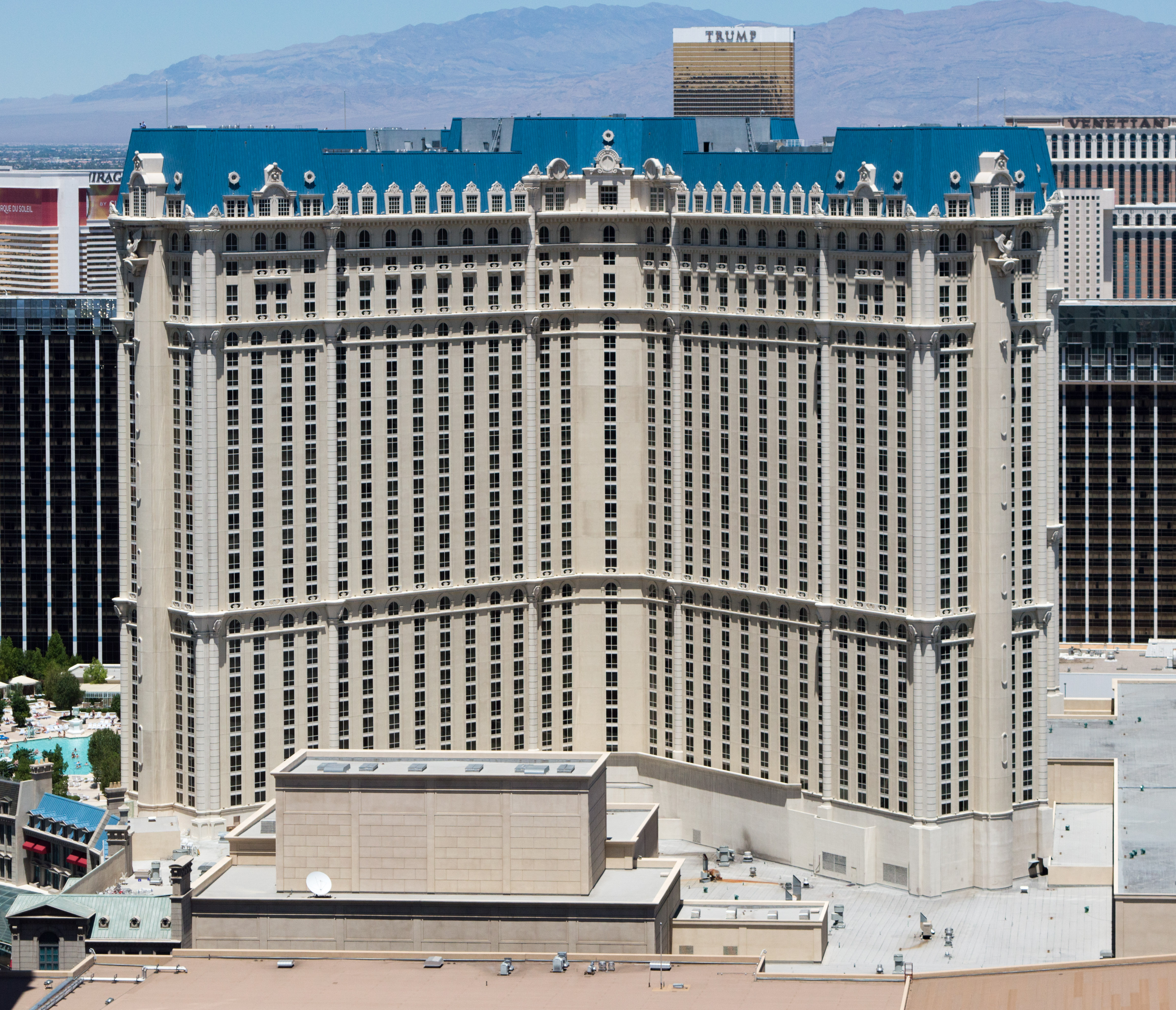
Az eredeti, 34 emeletes szállodatorony

A Paris Las Vegas kaszinója 8850 négyzetméteres területű. A gyalogos forgalom növelése érdekében 2003-ban egy új bejáratot nyitottak a Stripre néző oldalon. A felújítás részeként megnyílt a Risqué nevű lounge és éjszakai klub is, ám ez 2010-ben bezárt. 2011-ben nyitotta meg kapuit a 4200 négyzetméteres Chateau Nightclub and Gardens, amelynek szabadtéri részei a Stripre néznek.
Az eredeti hotel torony 34 emeletes és 2916 szobával rendelkezik. 2019-ben egy 87 millió dolláros felújítás kezdődött, amely 1600 szobát érintett. 2023-ban jelentették be, hogy a szomszédos Horseshoe Las Vegas (korábban Bally’s) 756 szobás Jubilee tornyát is a Paris Las Vegas komplexumhoz csatolják, és Versailles torony néven működik majd tovább.
A 26 emeletes Jubilee torony 1981-ben készült el eredetileg. Az átalakításhoz egy 100 millió dolláros felújítási projekt indult. A tornyot 5 méterrel megemelték, párizsi stílusú tetővel látták el, és egy légihíd (skybridge) köti össze az eredeti Paris toronnyal. Emellett a torony nyugati oldalán található szobákhoz erkélyeket is építettek, ahonnan rálátni a Bellagio szökőkútjaira. Az átépítés 2024-re készült el, így a szálloda szobáinak száma 3672-re emelkedett.

### Éttermek

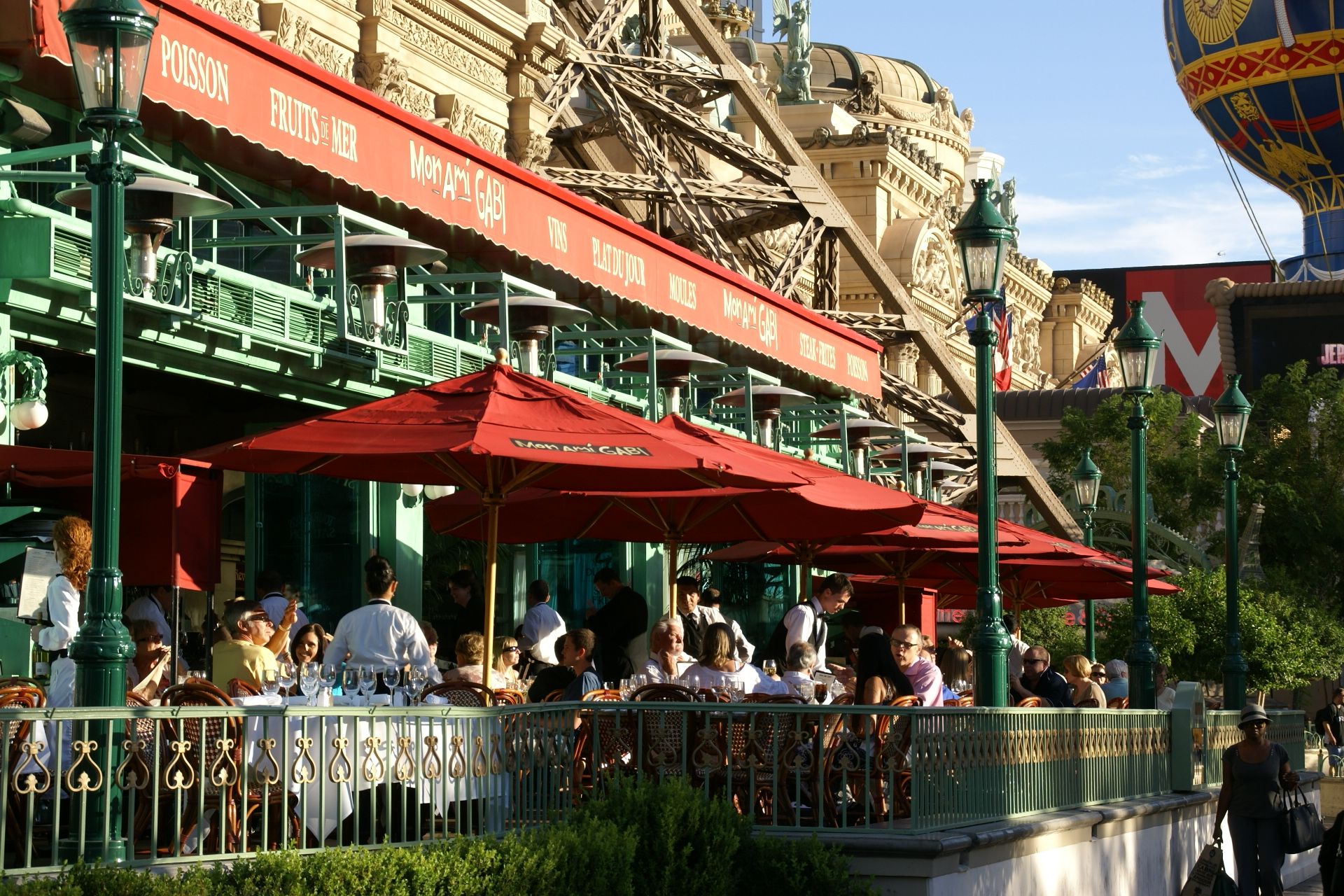
A Mon Ami Gabi szabadtéri terasza a Strip mentén

A Paris Las Vegas nyitásakor tíz étterem működött, amelyek közül hét francia specialitásokat kínált. Emellett kínai, olasz és mediterrán konyhák is jelen voltak a kínálatban.
Az eredeti éttermek között szerepelt a Tres Jazz is, amelyet Robert L. Johnson üzletember alapított. Ez volt a negyedik étterme annak a láncnak, amelyet a BET televíziós csatorna tulajdonolt. Az étteremben élő jazz zenét lehetett hallgatni, és a BET on Jazz műsora is ment a tévéken. Johnson ezzel az éttermével lett az első fekete tulajdonos egy Strip-i üdülőhelyen belül. A BET 2001-es eladása után Johnson bejelentette, hogy két partnerével megvásárolja a Tres Jazz-t, és még ugyanebben az évben egy új éttermet nyitottak a helyén.
A nyitás óta a Mon Ami Gabi francia bisztrólánc is része a vendéglátásnak. Az Eiffel Tower Restaurant 250 vendég fogadására alkalmas, és hosszú ideje Jean Joho francia séf vezeti a konyhát. 2012-ben Gordon Ramsay séf nyitotta meg első las vegasi éttermét, a Gordon Ramsay Steaket, amely sikeressé vált, és ennek hatására még négy további éttermet indított a Stripen.
2015-ben nyílt meg a Hexx Kitchen & Bar, amely szabadtéri étkezési lehetőséget is nyújt a Strip mentén. A mellette lévő Hexx Chocolate & Confexxions pedig Nevada első „babtól tábláig” csokoládékészítő üzleteként debütált. Később, három évvel az első után, a Hexx Kitchenhez csatlakozott az Alexxa's Bar is. 2016-ban a Beer Park nyitotta meg kapuit, ahol számos étel mellett több mint 70 féle sör várja a vendégeket.
2021-ben kezdődött meg az éttermi kínálat átalakítása. 2022 márciusában nyílt meg a Vanderpump à Paris, amelyet a valóságshow-sztár Lisa Vanderpump jegyez, és amely az ő második étterme volt a Stripen. Egy hónappal később nyitott a Nobu is második helyszínével a Paris Las Vegasban. Az újdonságok között volt a 194 férőhelyes Bedford by Martha Stewart is, ami Stewart első éttermi vállalkozása volt; aktívan részt vett a receptek és a belső tér tervezésében, amelyet New York állambeli Bedford-i 1925-ös parasztházának stílusa ihletett.

## Műsorok és előadóművészek
A Paris Las Vegas 1400 férőhelyes színházzal nyitotta meg kapuit. Számos előadást tartottak itt, de ezek csak mérsékelt sikert hoztak. A 2000 januárjában bemutatott Notre-Dame de Paris musical Angliában és Franciaországban nagy népszerűségnek örvendett, a Las Vegas-i előadás azonban vegyes kritikákat kapott, és csak 130 000 jegyet adtak el rá, mielőtt 2000 júliusában leállították.

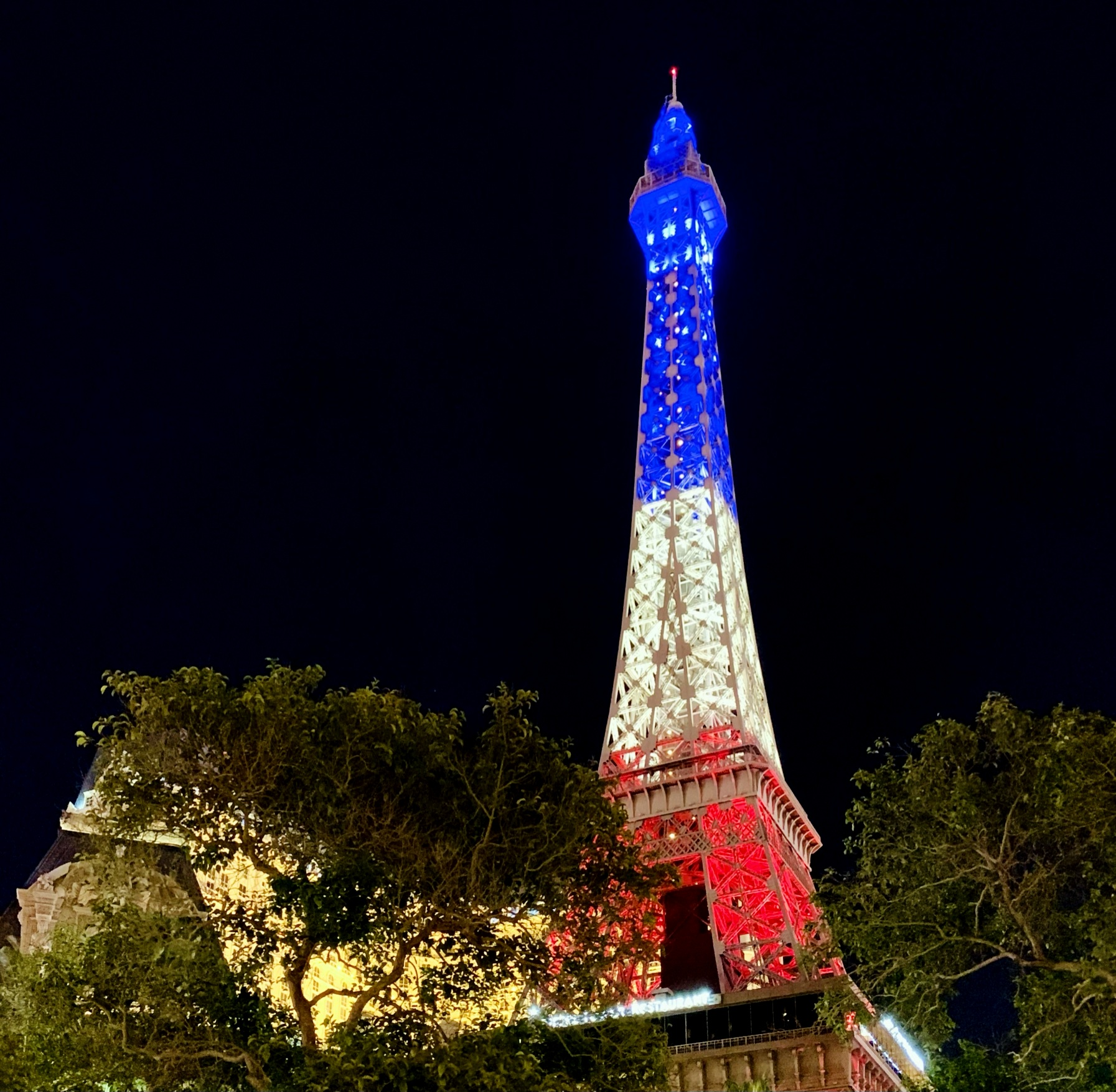
Eiffel-torony fényjáték

A We Will Rock You jukebox musical 2004-ben debütált, de egy évvel később bezárt, amikor a Harrah’s megkezdte a szórakoztató kínálat frissítését az új tulajdonában lévő üdülőhelyen. A Broadway-ról ismert The Producers musical-vígjáték 2007 és 2008 között volt műsoron, amelyet a helyi közönség igényeihez igazítva 150 perc helyett 90 percesre rövidítettek. Az első három hónapban David Hasselhoff is színpadra lépett Roger De Bris szerepében, de időbeosztási problémák miatt távozott. A The Producers volt az utolsó állandó darab a Parisban egészen 2010 márciusáig, amikor Barry Manilow két évre szóló koncertrezidenciát kezdett.
2012-ben nyílt meg a Jersey Boys musical, amely 2016-ig futott. Egy évvel később a Circus 1903 vette át a helyét, amely a 20. század eleji cirkuszi előadásokat idézte meg életnagyságú elefántbábokkal kiegészítve. Ez a változat a las vegasi közönség körében nem aratott nagy sikert, ezért 2018 januárjában, öt hónappal a bemutató után véget ért a műsor. Ezt követően az Inferno című tűzzsonglőrshow került színre, amelyben Joe Labero és társai lenyűgöző tűzműsorral léptek fel. A Bat Out of Hell: The Musical 2022 szeptemberében nyitott meg a Parisban, de alacsony jegyeladások miatt 2023 januárjában bezárt, hasonlóan a korábbi produkciókhoz.
A színház mellett Anthony Cools hipnotizőr saját helyszínén lépett fel az üdülőhelyen 2005 és 2020 között, és 2007-ben tőle származott az első topless varietéműsor is. Jeff Civillico 2017-től 2019-ig komikus előadást tartott az Anthony Cools Showroomban.
2006-ig az üdülőhely belső területén ingyenes szórakoztatást nyújtottak különféle előadók, köztük utcai zenészek, mimelők és élő szobrok.
2019-ben egy ingyenesen megtekinthető, ötperces fényshow debütált, amely vörös, fehér és kék színekben világítja meg az Eiffel-tornyot. A 1,7 millió dolláros beruházással készült műsor minden este többször is látható.

## A populáris kultúrában
- A Paris Las Vegas felbukkan a Sírhant művek sorozat „The Trip” című epizódjában (2001).[131]
- A 2007-es A Kaptár 3. – Teljes pusztulás című filmben az Eiffel-torony másolata homokba temetve látható, más szállodákkal a Strip mentén, néhány évvel egy zombi apokalipszis után.[132]
- A 2014-es Godzilla című filmben a női MUTO lerombolja az Eiffel-tornyot.[133][134]
- Az 2015-ös Miénk a világ című filmben olyan jelenetek szerepelnek, amelyeket egy hotelszobában és a kaszinóban forgattak.[135]
- A 2018-as Jurassic World: Bukott birodalom utójelenetében pteranodonok szállnak le az Eiffel-torony tetejére.[136]

## Galéria

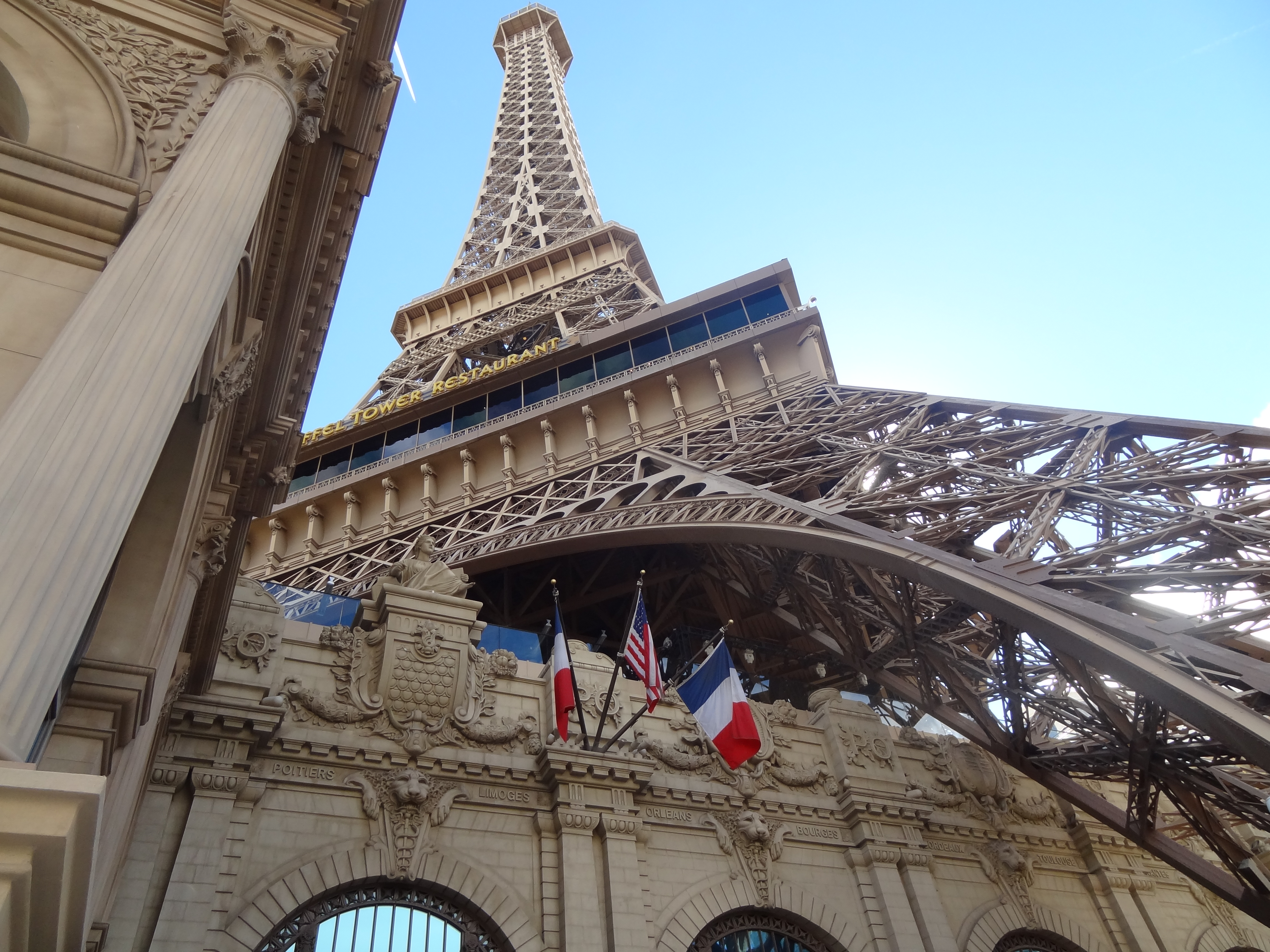
Az Eiffel-torony másolata, a Strip felől nézve
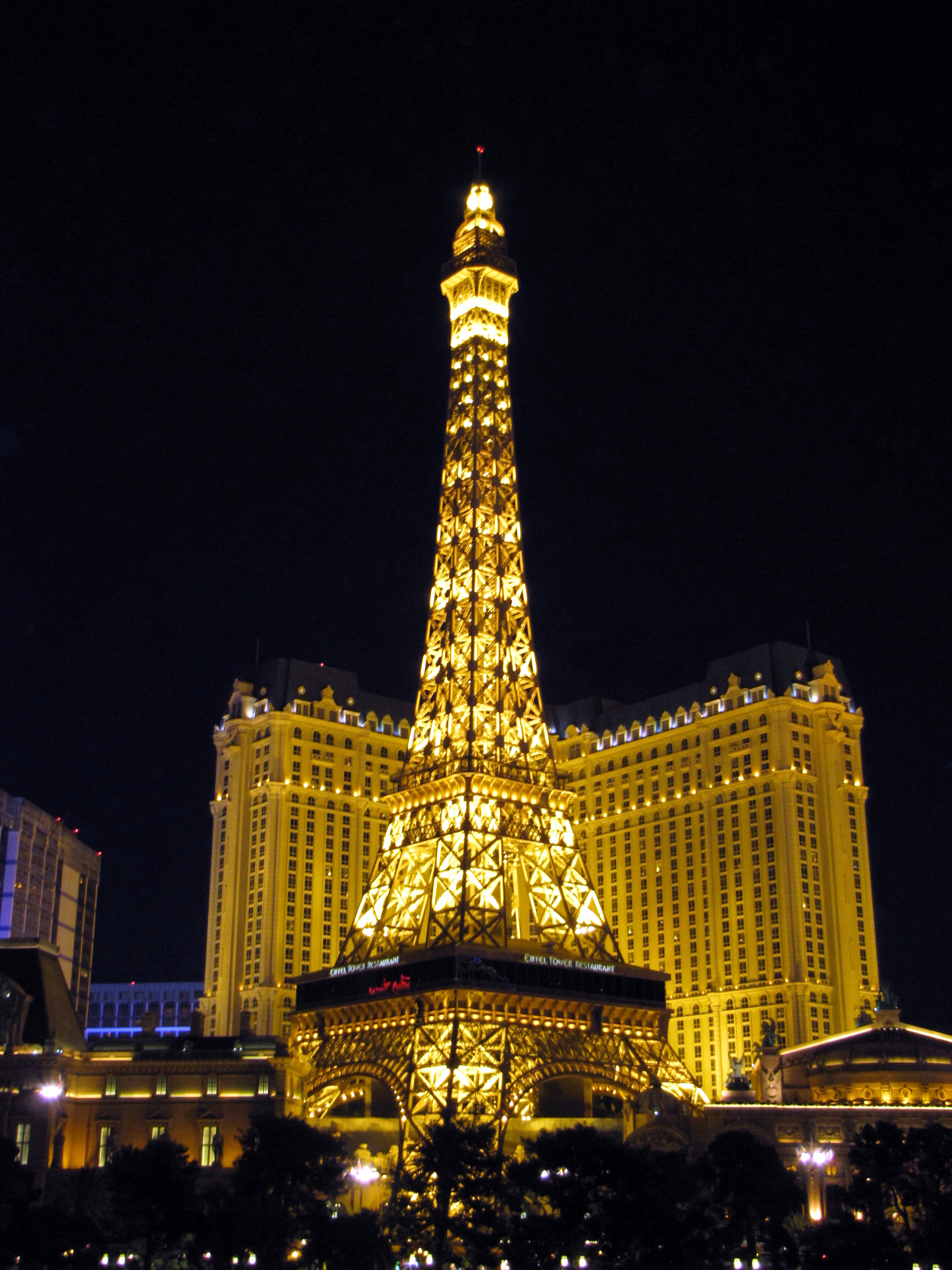
Az Eiffel-torony és a szálloda éjszaka
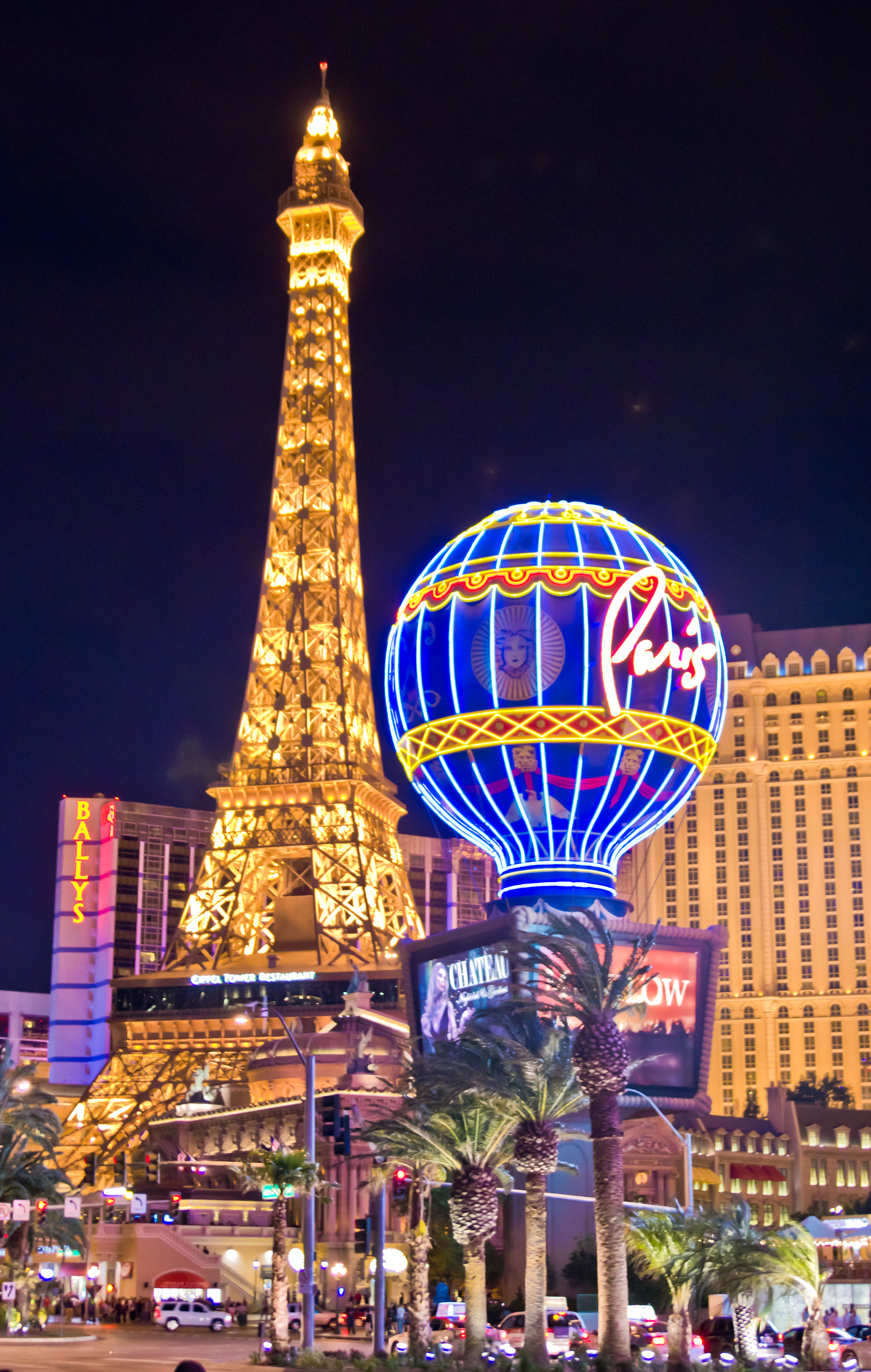
Az Eiffel-torony és a léggömbös reklámtábla éjszaka
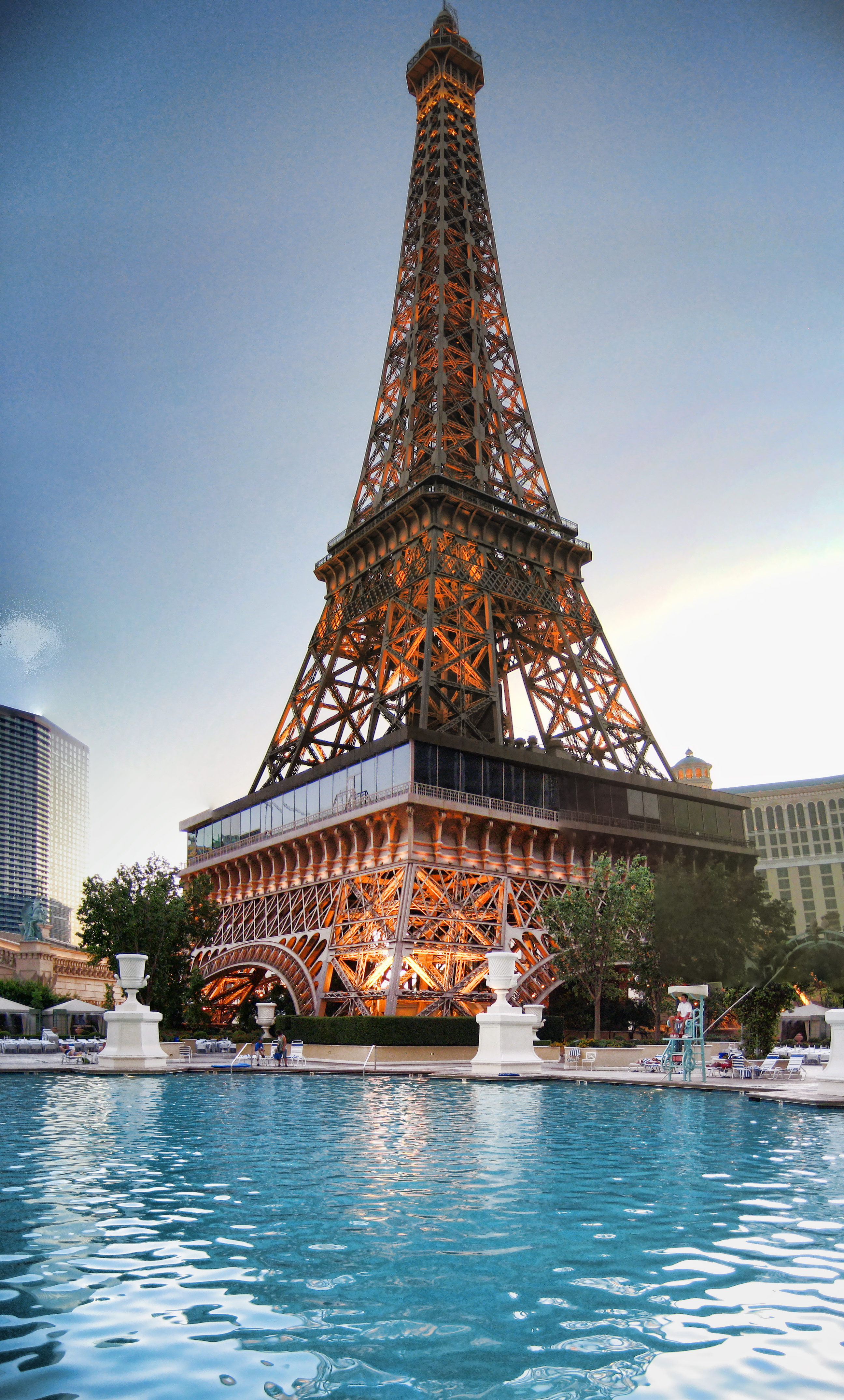
Az Eiffel-torony a medence területéről nézve
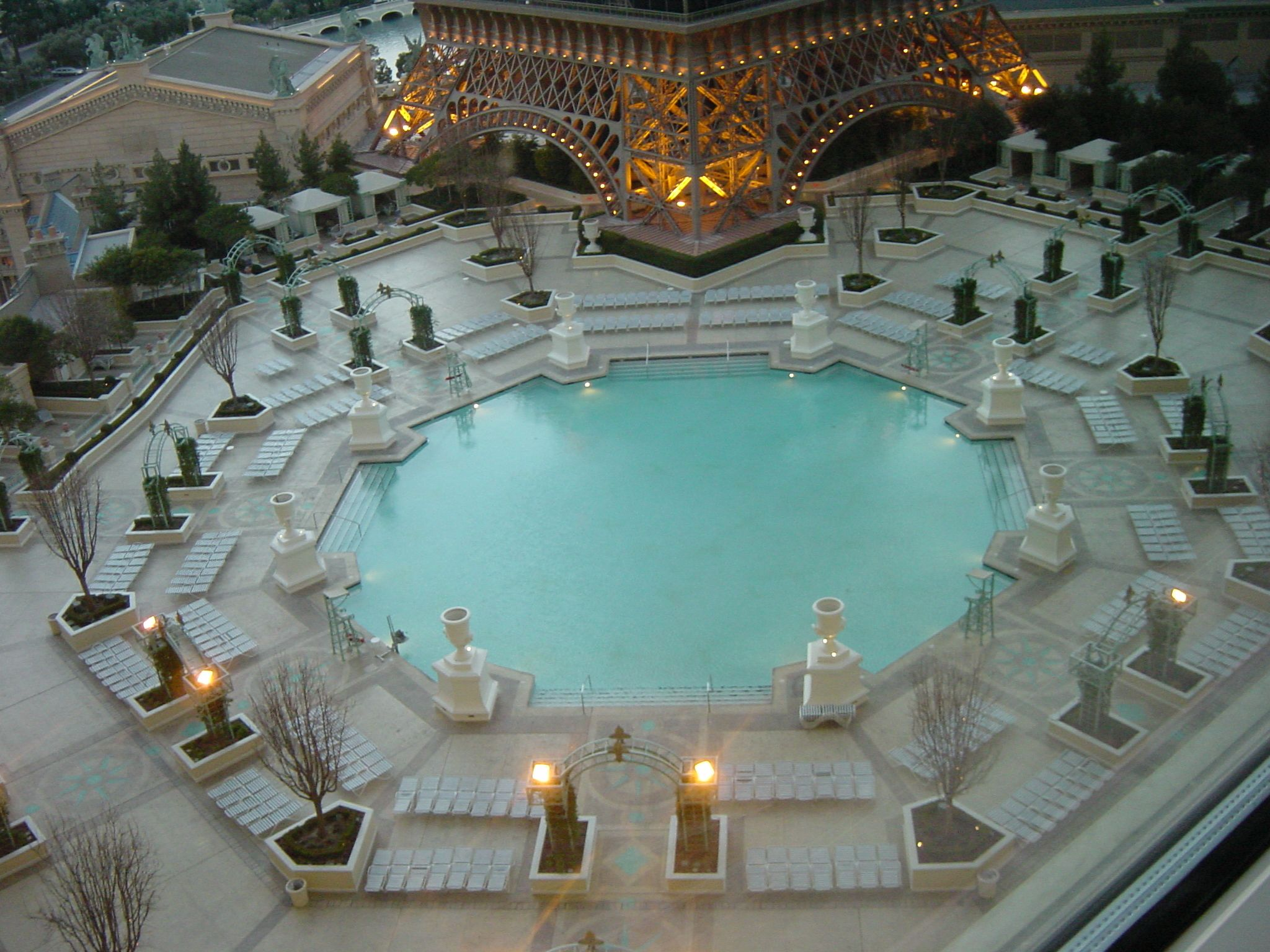
Kilátás a medence területére
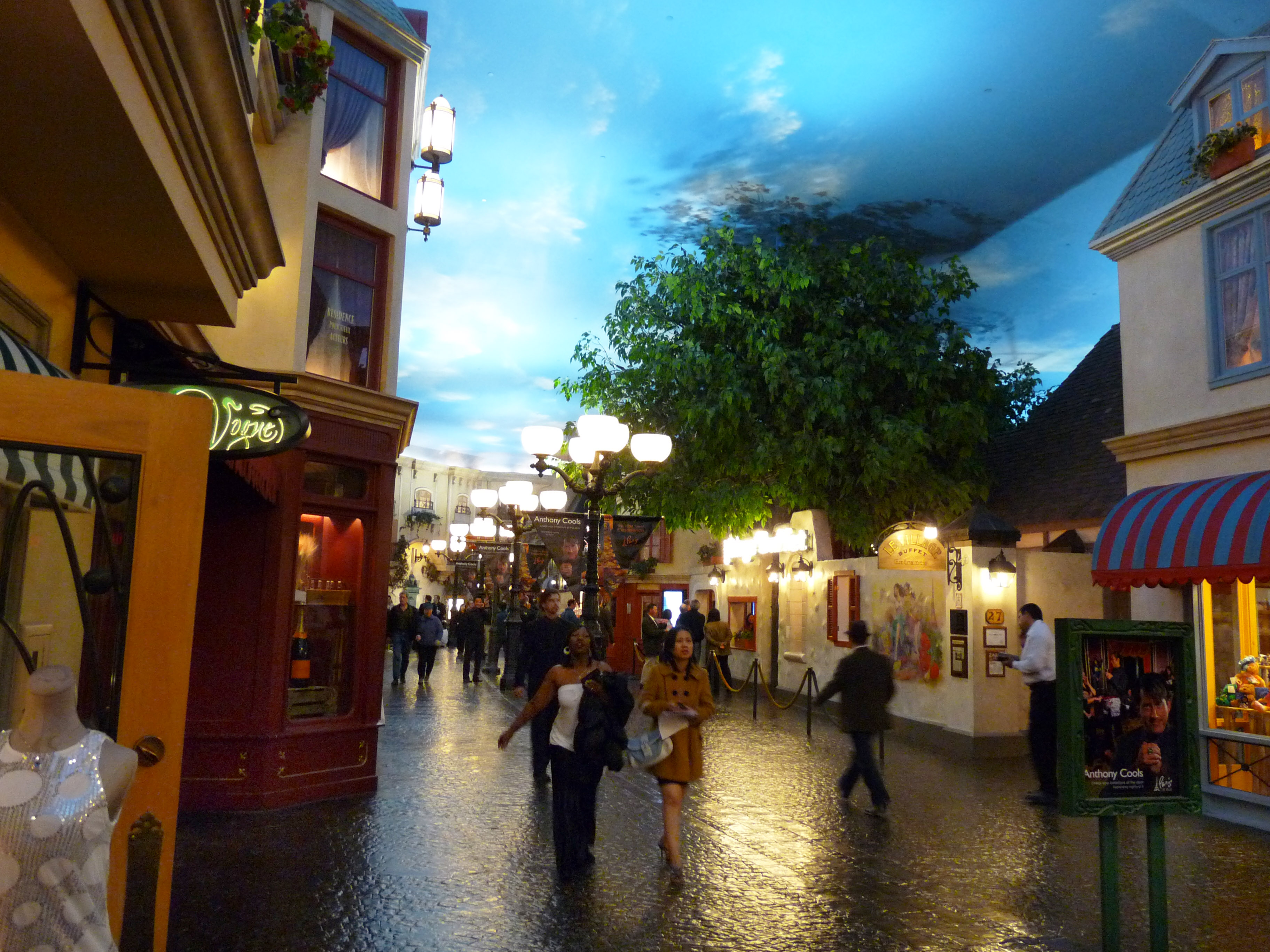
A párizsi utcák rekreációja az üdülőhely belsejében
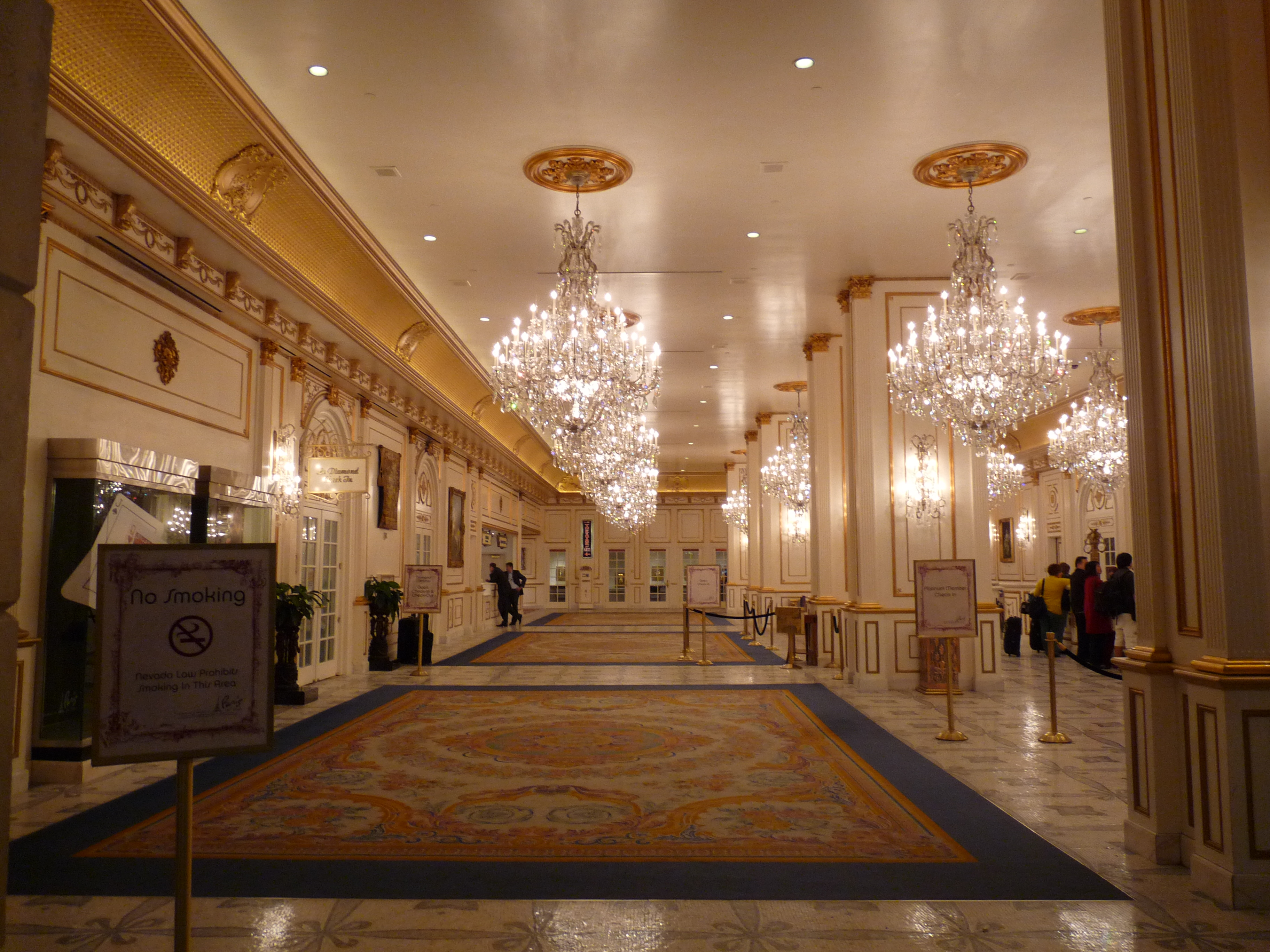
Hotel előcsarnok
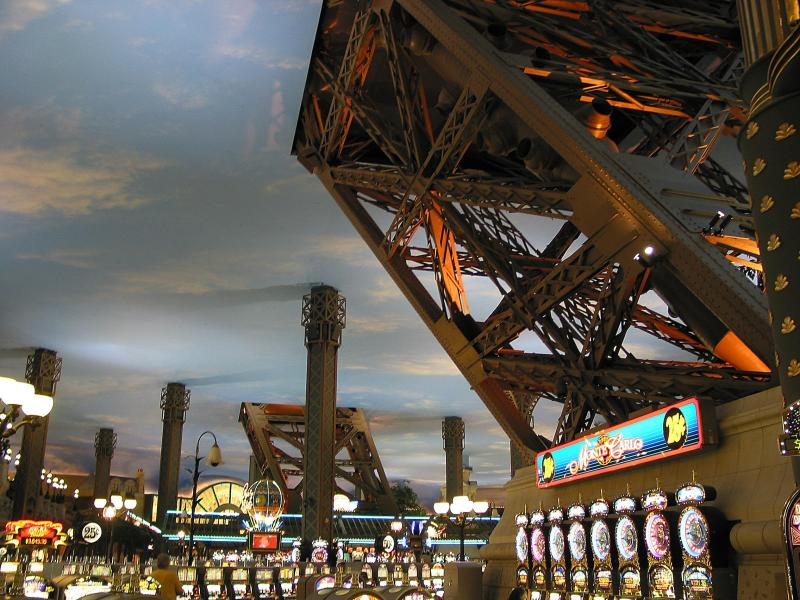
Az Eiffel-torony lábai a kaszinó szintjén
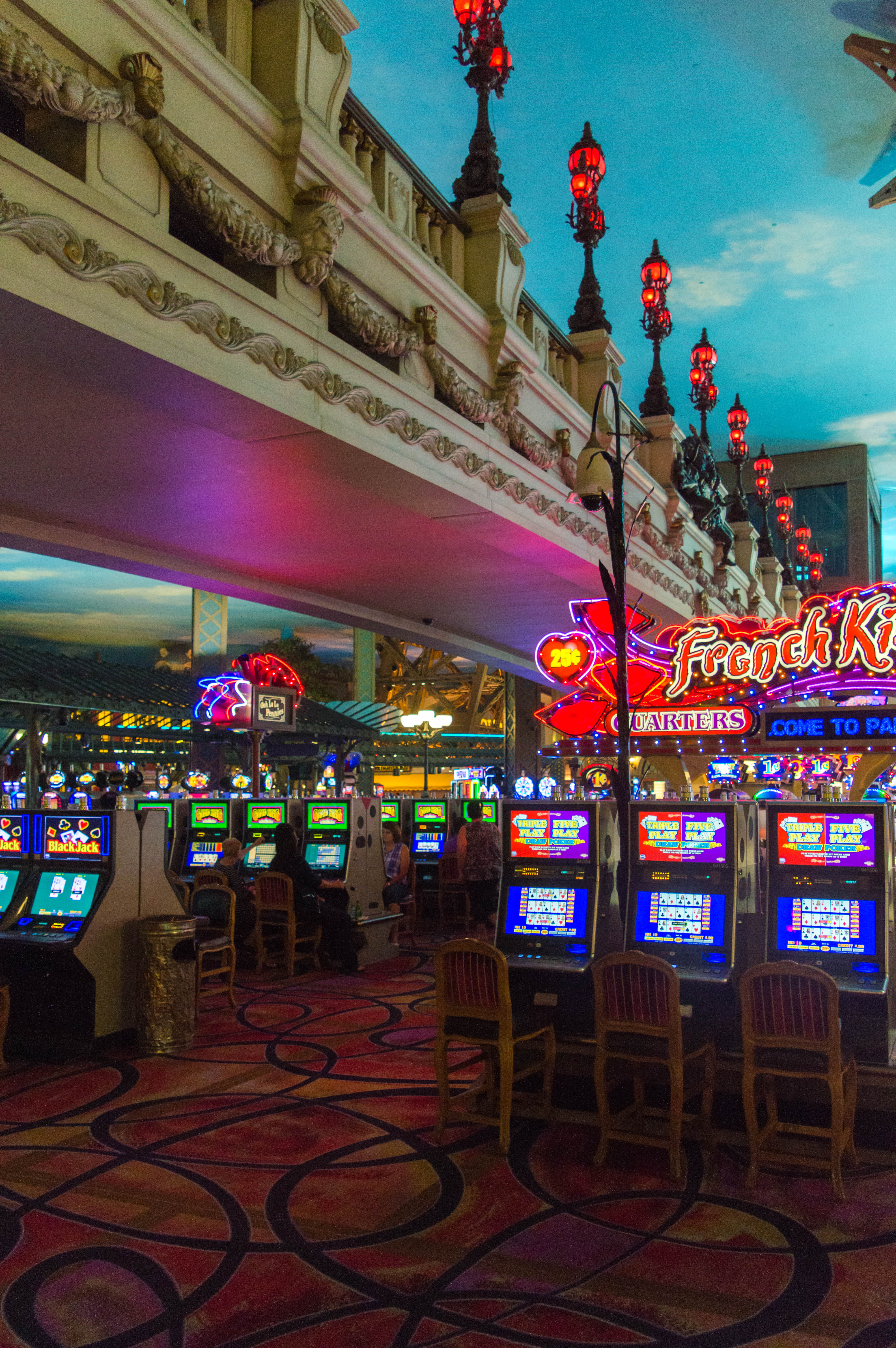
A Pont Alexandre III híd másolata a kaszinó szintje felett
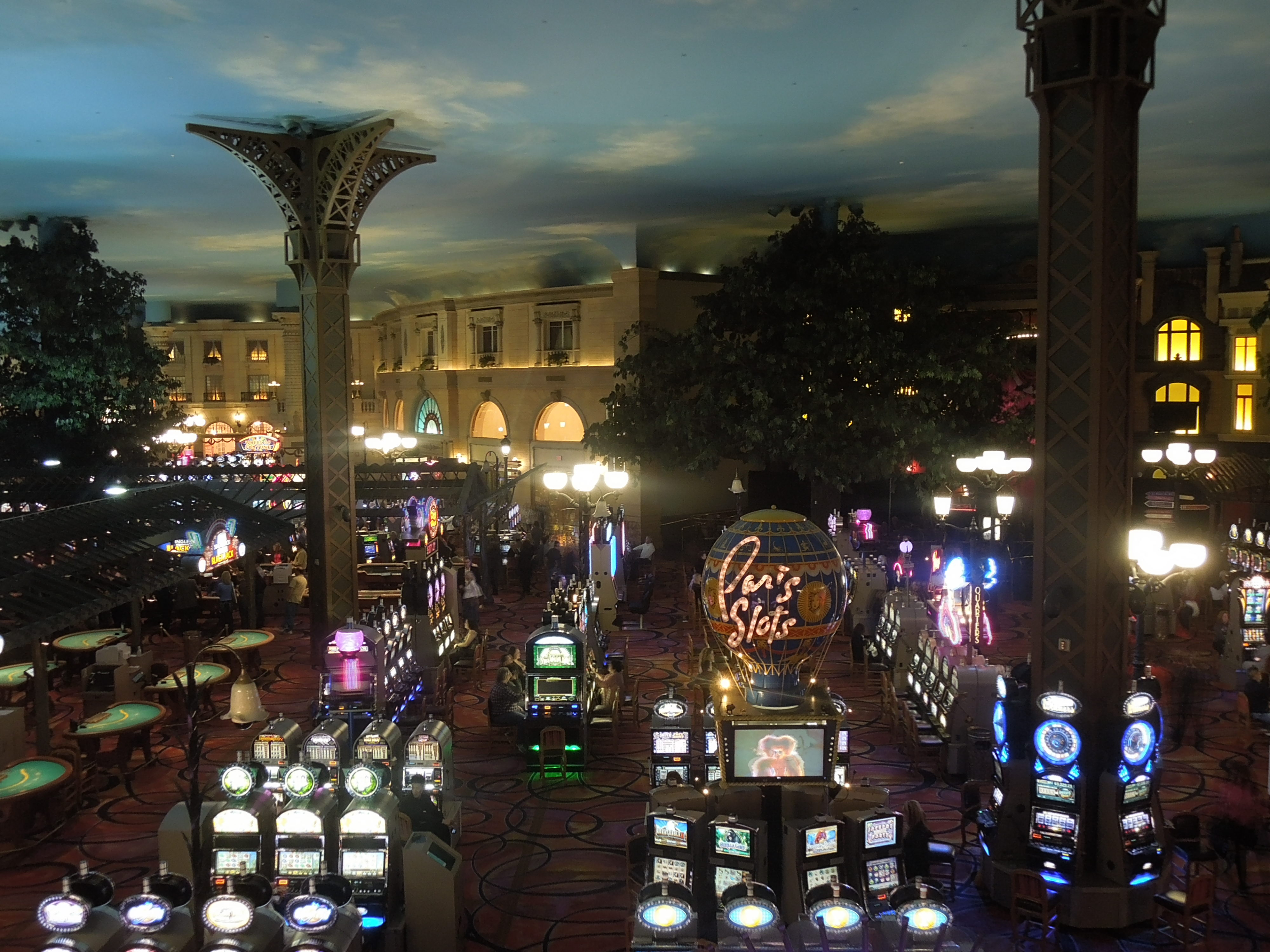
A kaszinó 2012-ben
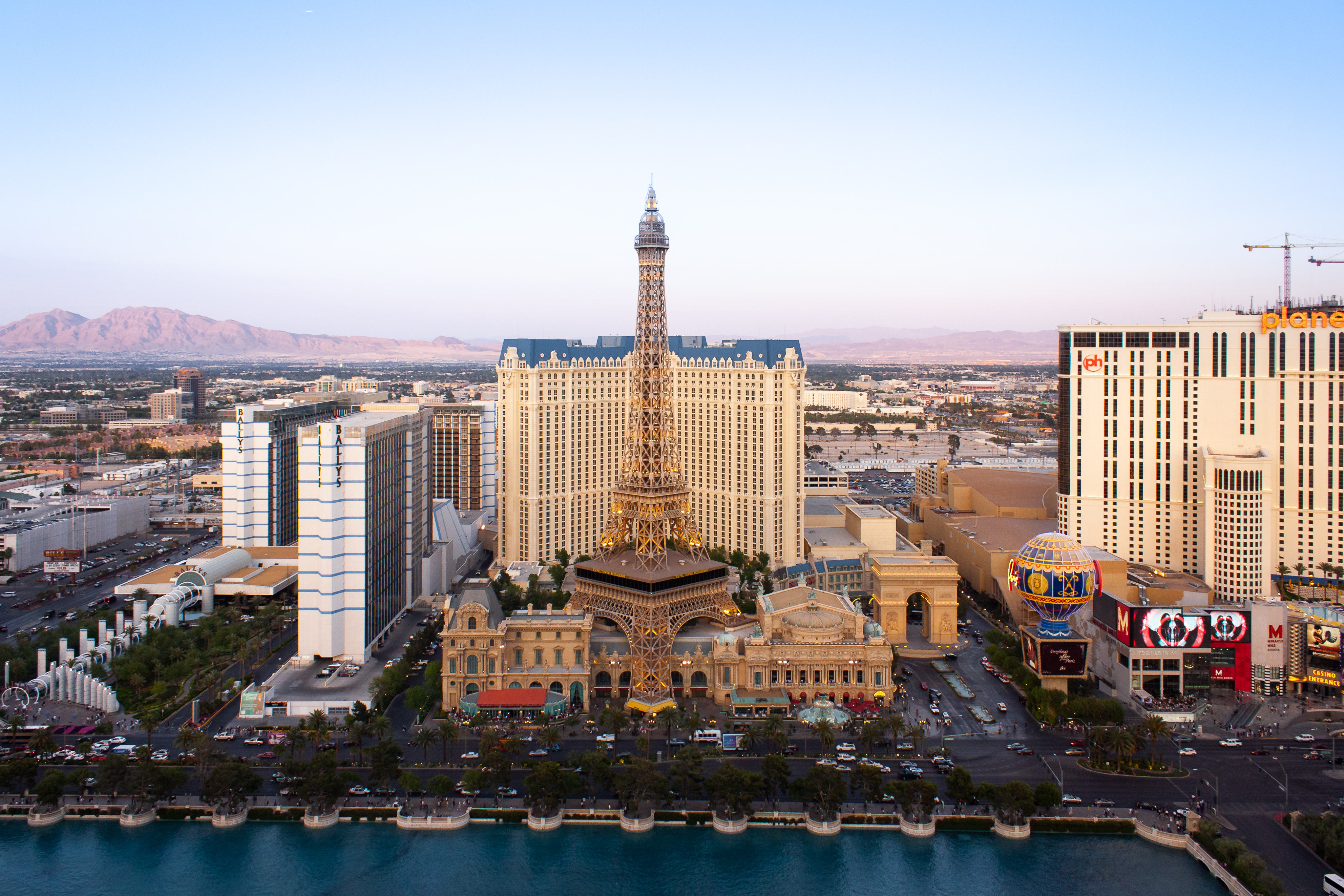
A Paris, a Bally’s és a Planet Hollywood között
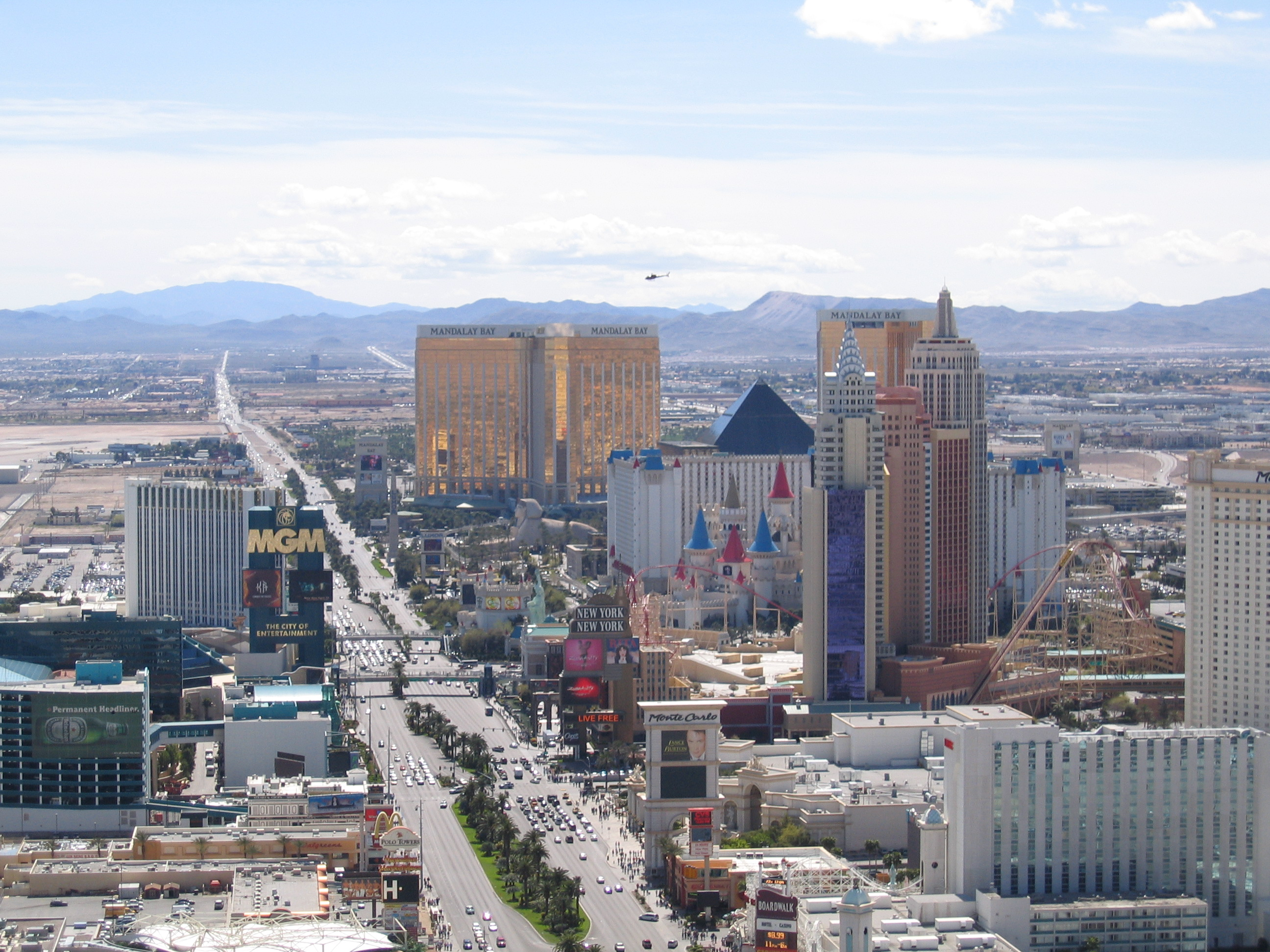
Déli irányba néző kilátás az Eiffel-toronyról, 2005-ben

## Fordítás
- Ez a szócikk részben vagy egészben  a   Paris Las Vegas című angol Wikipédia-szócikk fordításán alapul.  Az eredeti cikk szerkesztőit annak laptörténete sorolja fel. Ez a jelzés csupán a megfogalmazás eredetét és a szerzői jogokat jelzi, nem szolgál a cikkben szereplő információk forrásmegjelöléseként.